# John Douglas (homme politique australien)
Pour les articles homonymes, voir John Douglas et Douglas.
John Douglas (6 mars 1828 - 23 juillet 1904) est un homme politique australien d'origine britannique et le septième premier ministre du Queensland. 

## Biographie
Douglas est né à Londres. Il est le septième fils d'Henry Alexander Douglas et d'Elizabeth Dalzell, son épouse. Ses parents sont morts en 1837 et il fait ses études à Harrow et à l'Université de Durham, où il obtient également son baccalauréat en arts en 1850. On raconte qu'il a fait ses études à Rugby School mais son nom ne figure pas dans la liste de l'école de son époque. 
Il arrive en Nouvelle-Galles du Sud en 1851 et est nommé commissaire des mines d'or, mais il démissionne pour devenir fermier. Il est ensuite élu député de Nouvelle-Galles du Sud dans la circonscription de Darling Downs puis de Camden avant de démissionner le 17 juillet 1861. Il s'installe au Queensland en 1863 et est élu député de Port Curtis. Le 1er mars 1866, il devient Postmaster General dans le premier gouvernement d'Arthur Macalister. Il est nommé par la suite sénateur mais est élu par la suite député de la nouvelle circonscription des Downs est. Il obtient le portefeuille de ministre des finances dans le second gouvernement Macalister en décembre 1866, puis en mai 1867, celui de ministre des travaux publics. Il redevient  postmaster general dans le  gouvernement de Charles Lilley de décembre 1868 jusqu'en novembre 1869, date à laquelle il démissionne pour devenir agent-général (ambassadeur) pour le Queensland à Londres. 
En 1871, il retourne au Queensland et devient député de Maryborough lors des élections de 1875. Il est nommé ministre des terres publiques dans le gouvernement de George Thorn de juin 1876 jusqu'en mars 1877, lorsqu'il devient premier ministre. Son parti est battu lors des élections de janvier 1879 et Douglas abandonne la politique. Il est pendant un certain temps dans la direction du Brisbane Courier, et en 1885 le gouvernement le nomme magistrat résident de l'île Thursday. Après le décès de Sir Peter Scratchley en décembre 1885, il devient commissaire spécial pour le protectorat britannique de Nouvelle-Guinée pendant presque trois ans, et montre ses capacités de tact dans ses rapports avec les populations locales. 
En 1889, il revient à son ancien poste sur l'île Thursday. Il se rend en Angleterre en 1902 et à son retour, continue son œuvre jusqu'à sa mort dans l'île. 
Douglas s'est marié deux fois, d'abord à Marie, la fille de J. Simpson, en 1861 puis, en 1877, à Sarah, la fille de Michael Hickey. Il a quatre fils de son deuxième mariage, dont deux ont une carrière distinguée. Le plus jeune, Robert Johnstone Douglas, (1883-1972), est nommé juge de la cour suprême du Queensland en 1923 et l'aîné, Edward Archibald Douglas, (1877-1947), est nommé à un poste similaire, en mars 1929. 
Alex Douglas, le nouveau député de Gaven est son arrière-petit-fils.

## Source
- (en) Cet article est partiellement ou en totalité issu de l’article de Wikipédia en anglais intitulé « John Douglas (Queensland politician) » (voir la liste des auteurs).